# CCENT
Certyfikat CCENT (Cisco Certified Entry Network Technician) – wycofany certyfikat pierwszego stopnia przyznawany przez firmę Cisco. Został wprowadzony 29 czerwca 2007 roku. Wcześniej pierwszym stopniem był stopień CCNA.
Certyfikat potwierdzał wiedzę potrzebną do instalacji i weryfikacji prostych sieci komputerowych wyposażonych w routery i przełączniki, w tym rozwiązania zagadnień z adresowaniem IP, podstawową ochroną sieci oraz zastosowaniami transmisji bezprzewodowej. Egzamin certyfikacyjny o oznaczeniu ICND1 #100-105 (do 2013 roku 640-822 ICND1) trwał 90 min i składał się z 45-55 pytań.
Po wprowadzeniu przez Cisco zmian w certyfikacji w roku 2013, certyfikat CCENT był podstawą do uzyskania niektórych wersji poziomu CCNA, np. do otrzymania certyfikatu CCNA Security nie był potrzebny certyfikat CCNA, wystarczył CCENT i zdany egzamin na wersję Security.
Certyfikacja CCENT została wycofana. Obecnie certyfikatami pierwszego poziomu firmy Cisco są CCST Networking oraz CCST Cybersecurity.